# Court and Spark
Court and Spark es el sexto álbum de estudio de la cantautora canadiense Joni Mitchell.
El álbum, lanzado en enero de 1974, tuvo mucha infusión el estilo folk-rock de Mitchell, el cual ella había desarrollado a lo largo de sus cinco álbumes anteriores, con inflexiones de jazz. Al ser muy accesible y comercialmente atractivo, Court and Spark se convirtió en un triunfo comercial y popular para Mitchell: no solo fue elogiado por los críticos, sino que también tuvo una cálida recepción por parte del público, siendo así su álbum más exitoso.
Alcanzó el puesto n.º 2 en las listas en Estados Unidos y el puesto n.º 1 en Canadá, eventualmente siendo certificado como doble platino por la RIAA, la máxima de la carrera de Mitchell. Fue votado como el Mejor Álbum del Año en 1974 por la Encuesta a la Crítica Pazz & Jop de The Village Voice. En 2003 fue incluido como el álbum n.º 111 en la lista de los 500 mejores álbumes de todos los tiempos de la Rolling Stone.

## Historia
1973 fue el primer año desde que comenzó a grabar que Mitchell no lanzó un álbum nuevo. Su anterior álbum, For the Roses, fue lanzado en noviembre de 1972 siendo un gran éxito comercial y con la crítica, y Mitchell decidió pasar el resto del año siguiente escribiendo y grabando un nuevo álbum que reveló su creciente interés en sonidos nuevos, en especial jazz. En 1973 tuvo menos presentaciones en vivo que en años anteriores. Toco en un concierto benéfico en abril en el auditorio de la Universidad Sir George Williams y volvió a presentarse en vivo en agosto, dos veces en The Corral Club, acompañada por Neil Young. Paso gran parte del año en el estudio, creando Court and Spark. Finalmente, en diciembre, Reprise lanzó un nuevo sencillo, su primero en más de un año, "Raised on Robbery". El sencillo alcanzó el puesto n.º 65 de la Billboard Singles Chart.

## Recepción
Court and Spark fue lanzado en enero de 1974. Los críticos y el público en general recibieron al álbum con entusiasmo, y su éxito fue reafirmado cuando el segundo sencillo, "Help Me" fue lanzado en marzo. Recibió mucho tiempo en la radio y se convirtió en el primer y único sencillo de Mitchell en el Top 10 de sencillos de las listas de Billboard, alcanzando el n.º 7 en el Billboard Hot 100 en su primera semana de junio, y alcanzando el n.º 1 en la lista Billboard Adult Contemporary.  Court and Spark se convirtió en un éxito de ventas más adelante ese año, alcanzando el puesto n.º 2 en la lista de álbumes de Billboard en donde se quedó por cuatro semanas. El álbum se convirtió en el pináculo del éxito comercial de Mitchell. El álbum no alcanzó el primer puesto debido a tres números 1 - Planet Waves de Bob Dylan , The Way We Were de Barbra Streisand y Greatest Hits de John Denver.
En una entrevista de julio de 1979 con Cameron Crowe para Rolling Stone, Mitchell contó una anécdota en la cual ella hizo escuchar una copia del recientemente terminado Court & Spark a Bob Dylan, y este se quedó dormido. Mitchell luego sugirió que Dylan probablemente estaba tratando de parecer "lindo" en frente del jefe de la disquera, David Geffen, quien también estaba presente.

## Premios y reconocimientos
- El 27 de febrero de 1974 Court and Spark fue certificado oro.[13]
- En 1974, Court and Spark fue votado como el 'Mejor Álbum del Año' en la encuesta a críticos Pazz & Jop de The Village Voice.[8]
- En 2003, Court and Spark fue incluida en el puesto n.º 111 de la lista de los 500 mejores álbumes de todos los tiempos de la revista Rolling Stone.[9]
- En 2006, Court and Spark fue incluido en el libro 1001 Albums You Must Hear Before You Die.[14]

## Lista de canciones
Todas las canciones fueron compuestas por Joni Mitchell; excepto en donde se indica.
Lado uno
1. "Court and Spark" – 2:46
2. "Help Me" – 3:22
3. "Free Man in Paris" – 3:02
4. "People's Parties" – 2:15
5. "Same Situation" – 2:57

Lado dos
1. "Car on a Hill" – 3:02
2. "Down to You" – 5:38
3. "Just Like This Train" – 4:24
4. "Raised on Robbery" – 3:06
5. "Trouble Child" – 4:00
6. "Twisted" – 2:21 (Annie Ross/Wardell Gray)

## Créditos
- Joni Mitchell – voces; guitarra acústica; piano; clavinet en "Down to You"
- John Guerin – batería y percusión
- Wilton Felder – bajo
- Max Bennett – bajo en "Trouble Child"
- Jim Hughart – bajo en "People's Parties" y "Free Man in Paris"
- Milt Holland – campanas chinas en  "Court and Spark"
- Tom Scott – instrumentos de viento de madera
- Chuck Findley – trompeta en "Twisted" y "Trouble Child"
- Joe Sample – piano eléctrico, clavinet en "Raised on Robbery"
- David Crosby – coros en "Free Man in Paris" y "Down to You"
- Graham Nash – coros en "Free Man in Paris"
- Susan Webb – coros en "Down to You"
- Larry Carlton – guitarra eléctrica
- Wayne Perkins – guitarra eléctrica en "Car on a Hill"
- Dennis Budimir – guitarra eléctrica en "Trouble Child"
- Robbie Robertson – guitarra eléctrica en "Raised on Robbery"
- José Feliciano – guitarra eléctrica en "Free Man in Paris"
- Cheech Marin – voz de fondo en "Twisted"
- Tommy Chong – voz de fondo en "Twisted"
- Joni Mitchell y Henry Lewy  - productores
- Henry Lewy y Ellis Sorkin  - ingenieros de sonido